# 春涛镇
春涛乡，是中华人民共和国江西省鹰潭市余江区下辖的一个乡镇级行政单位。

## 行政区划
春涛乡下辖以下地区：
红星村、滩头村、麻田村、东门村、硝坊村、印畈村、山岭村、山涛村、朱凤村、坞桥村、皇丰村、黄泥村、武昌村、罗坪村、洋源村和高坊良种场生活区。